# Macrodorcas nageli
Macrodorcas nageli es una especie de coleóptero de la familia Lucanidae.

## Distribución geográfica
Habita en  Assam (India).